# Sthenoteuthis
Sthenoteuthis is een geslacht van inktvissen uit de familie van de Ommastrephidae.

## Soorten
- Sthenoteuthis oualaniensis (Lesson, 1830)
- Sthenoteuthis pteropus (Steenstrup, 1855)